# The Right Name, But the Wrong Man
Pour plus de détails, voir Fiche technique et Distribution.
The Right Name, But the Wrong Man est un film muet américain réalisé par Frank Montgomery et sorti en 1911.

## Fiche technique
- Réalisation : Frank Montgomery
- Scénario : Frank Montgomery
- Photographie :
- Montage :
- Producteur : William Selig
- Société de production : Selig Polyscope Company
- Société de distribution : Selig Polyscope Company
- Pays d'origine :  États-Unis
- Langue : film muet avec les intertitres en anglais
- Format : Noir et blanc — 35 mm — 1,33:1 — Muet
- Genre : Film dramatique
- Durée :
- Dates de sortie : 
  -  États-Unis : 27 novembre 1911

## Distribution
- Hobart Bosworth : Jack
- Herbert Rawlinson
- Edward H. Philbrook
- Frank Richardson
- Iva Shepard
- Jane Keckley
- Anna Dodge
- Elaine Davis
- Tom Santschi
- Roy Watson
- Bessie Eyton